# 西山伸
西山 伸（にしやま しん、1963年4月 - ）は、日本の歴史学者。京都大学大学文書館教授。兵庫県出身。
専門は日本近現代史、アーカイブ学。『京都大学百年史』編纂の実務を担当。

## 略歴
1987年に京都大学文学部を卒業、1993年に同大学院文学研究科博士課程を単位取得退学。同年から京都大学百年史編集史料室助手（2000年から京都大学大学文書館に改組）、2001年から助教授。

## 著書
- 『京都大学百年史』全7冊（共編著） 京都大学、1997-2001年
- 『田中秀央近代西洋学の黎明』（共編著） 京都大学学術出版会、2005年
- 『検証 学徒出陣』（歴史文化ライブラリー） 吉川弘文館　2024年7月　ISBN 9784642306034